# قناة سامراء
قناة سامراء الفضائية هي قناة فضائية عراقية مقرها بغداد، العراق، تأسست القناة في عام 2013.

## أنظر أيضا
- التلفزيون في العراق

## روابط خارجية
- الموقع الرسمي لقناة سامراء